# Блекен
Блекен (фр. Bléquin) насеље је и општина у североисточној Француској у региону Север-Па д Кале, у департману Па де Кале која припада префектури Сент Омер.
По подацима из 2011. године у општини је живело 459 становника, а густина насељености је износила 52,82 становника/km². Општина се простире на површини од 8,69 km². Налази се на средњој надморској висини од 115 метара (максималној 208 m, а минималној 98 m).

## Демографија
| 1962. | 1968. | 1975. | 1982. | 1990. | 1999. | 2011. |
| ----- | ----- | ----- | ----- | ----- | ----- | ----- |
| 429   | 471   | 395   | 363   | 368   | 339   | 459   |

График промене броја становника у току последњих година